# Bukkehøe
Bukkehøe eller Bukkehøi er et bjerg i Lom kommune i Innlandet fylke i Norge. Toppen ligger på 2.314 moh. og er den 18. højeste i Norge.

## Eksterne kilder og henvisninger
- Fyldig artikkel om Bukkehøe på peakbook.org